# Дёшин, Николай Иванович
Николай Иванович Дёшин (1901-1967) — Гвардии старший сержант Рабоче-крестьянской Красной Армии, участник Великой Отечественной войны, Герой Советского Союза (1945).

## Биография
Николай Дёшин родился 20 апреля 1901 года в селе Даровое (ныне — в Венёвском районе Тульской области) в крестьянской семье. Получил начальное образование, после чего работал на кожевенном заводе в Москве. Принимал участие в Гражданской войне. В 1941 году Дёшин был повторно призван в армию. С августа того же года — на фронтах Великой Отечественной войны. К январю 1945 года гвардии старший сержант Николай Дёшин командовал орудием 86-го отдельного гвардейского истребительно-противотанкового дивизиона (82-й гвардейской стрелковой дивизии, 29-го гвардейского стрелкового корпуса, 8-й гвардейской армии, 1-го Белорусского фронта). Отличился во время штурма Познани.
21 января 1945 года Дёшин со своим орудием ворвался в Познань и в уличных боях уничтожил 8 пулемётов и около роты солдат и офицеров противника. В течение всего дня он отражал немецкие контратаки. В бою Дешин получил ранение, но поля боя не покинул, продолжив сражаться.
Указом Президиума Верховного Совета СССР от 31 мая 1945 года гвардии старший сержант Николай Дёшин был удостоен высокого звания Героя Советского Союза с вручением ордена Ленина и медали «Золотая Звезда».
После окончания войны Дёшин был демобилизован. Проживал и работал в Москве. Скончался 6 июня 1967 года. Похоронен на Востряковском кладбище
Был также награждён орденом Красной Звезды и рядом медалей.